# World Series of Poker 1978
Die World Series of Poker 1978 war die neunte Austragung der Poker-Weltmeisterschaft und fand vom 7. bis 22. Mai 1978 im Binion’s Horseshoe in Las Vegas statt.

## Turniere

### Turnierplan

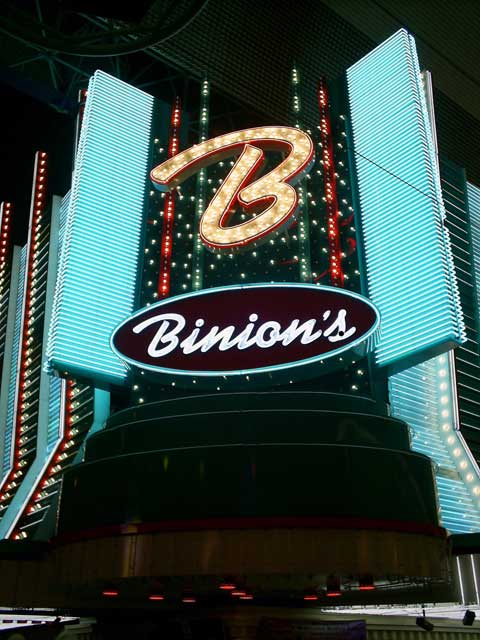
Das Binion’s Horseshoe in Las Vegas

Im Falle eines mehrfachen Braceletgewinners gibt die Zahl hinter dem Spielernamen an, das wievielte Bracelet in diesem Turnier gewonnen wurde.
| #  | Buy-in (in $) | Turnier                                          | Turnierbeginn | Teilnehmer | Sieger            | Herkunft           | Preisgeld (in $) |
| -- | ------------- | ------------------------------------------------ | ------------- | ---------- | ----------------- | ------------------ | ---------------- |
| 1  | 10.000        | No-Limit 2-7 Draw Lowball                        | 7. Mai 1978   | 15         | Billy Baxter (2)  | Vereinigte Staaten | 090.000          |
| 2  | 01.000        | Limit Razz                                       | 8. Mai 1978   | 32         | Gary Berland (2)  | Vereinigte Staaten | 019.200          |
| 3  | 00.500        | Limit Seven Card Stud                            | 9. Mai 1978   | 57         | Gary Berland (3)  | Vereinigte Staaten | 017.100          |
| 4  | 05.000        | Limit Seven Card Stud                            | 10. Mai 1978  | 23         | Doyle Brunson (5) | Vereinigte Staaten | 069.000          |
| 5  | 01.000        | No-Limit Hold’em                                 | 11. Mai 1978  | 71         | Aubrey Day (2)    | Vereinigte Staaten | 042.600          |
| 6  | 00.200        | Ladies Limit Seven Card Stud                     | 12. Mai 1978  | 84         | Terry King        | Vereinigte Staaten | 010.080          |
| 7  | 05.000        | Limit Draw High                                  | 13. Mai 1978  | 07         | Lakewood Louie    | Vereinigte Staaten | 021.000          |
| 8  | 01.500        | No-Limit Hold’em Non-Pro                         | 14. Mai 1978  | 52         | Hans Lund         | Vereinigte Staaten | 046.800          |
| 9  | 01.000        | Limit Seven Card Stud Hi-Lo                      | 15. Mai 1978  | 32         | David Reese       | Vereinigte Staaten | 019.200          |
| 10 | 01.000        | Limit A-5 Draw Lowball                           | 16. Mai 1978  | 32         | Henry Young       | Vereinigte Staaten | 019.200          |
| 11 | 10.000        | No-Limit Hold’em Main Event – World Championship | 17. Mai 1978  | 42         | Bobby Baldwin (3) | Vereinigte Staaten | 210.000          |

### Main Event

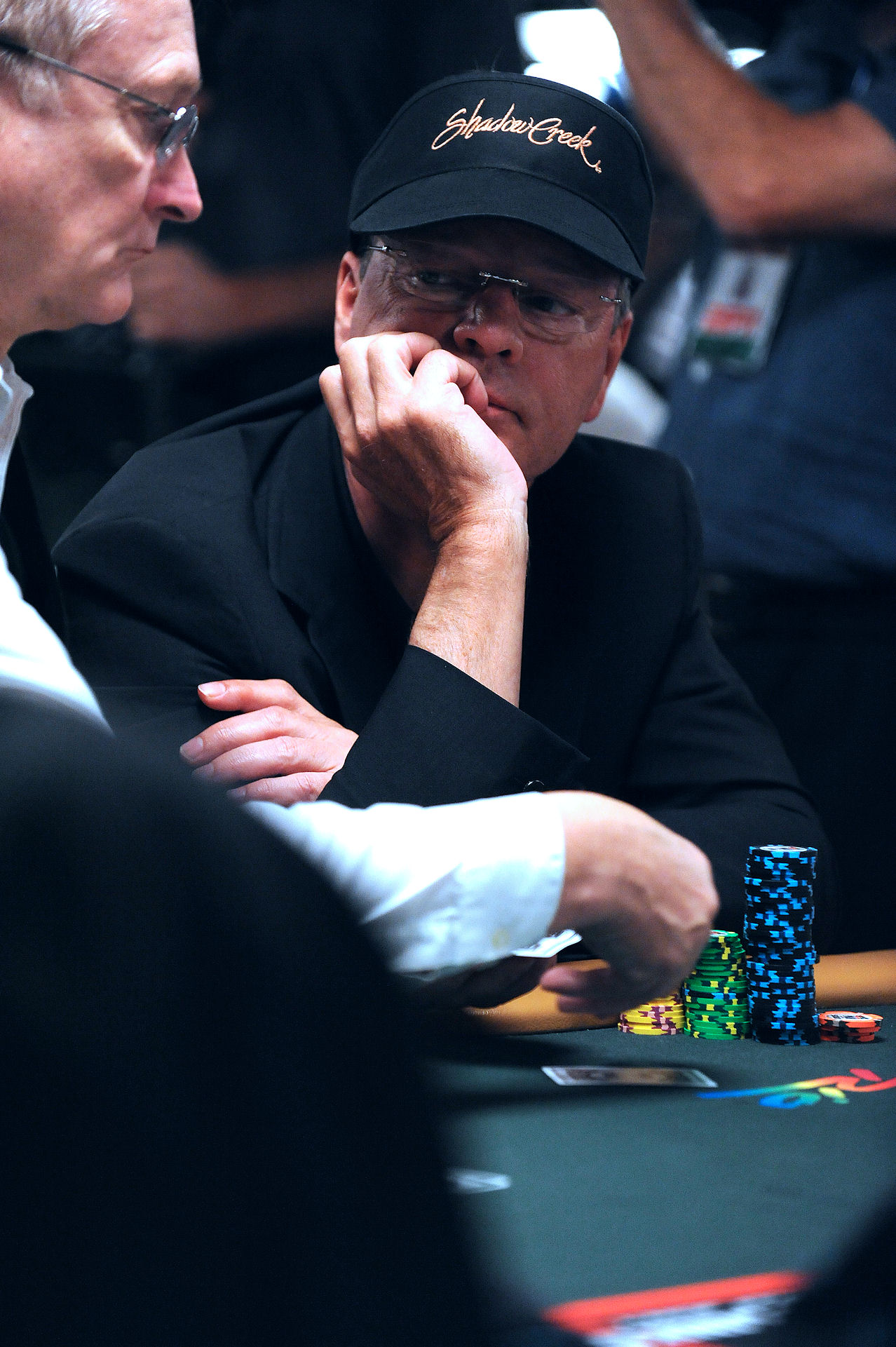
Bobby Baldwin (2010)

Der Finaltisch wurde am 22. Mai 1978 ausgespielt. In der finalen Hand gewann Baldwin mit Q♦ Q♣ gegen Addington mit 9♦ 9♣.
| Platz | Herkunft           | Spieler            | Preisgeld (in $) |
| ----- | ------------------ | ------------------ | ---------------- |
| 1     | Vereinigte Staaten | Bobby Baldwin      | 210.000          |
| 2     | Vereinigte Staaten | Crandell Addington | 084.000          |
| 3     | Vereinigte Staaten | Louis Hunsucker    | 063.000          |
| 4     | Vereinigte Staaten | Buck Buchanan      | 042.000          |
| 5     | Vereinigte Staaten | Jesse Alto         | 021.000          |
| 6     | Vereinigte Staaten | Ken Smith          | –                |